# T. J. Houshmandzadeh
(en) Statistiques sur pro-football-reference
Touraj (T. J.) Houshmandzadeh, Jr. est un joueur américain de football américain, né le 26 septembre 1977 à Victorville (Californie), qui évolue au poste de wide receiver (ailier éloigné).

## Biographie

### Carrière universitaire
Il effectua sa carrière universitaire avec les Oregon State Beavers.

### Carrière professionnelle
Il fut drafté au 7e tour (204e choix) par les  Bengals de Cincinnati en 2001. En 2009, il rejoint les Seahawks de Seattle. Il rejoint les Ravens de Baltimore au début de la saison 2010-2011.